# Rover Streetwise
O Streetwise foi um modelo compacto da MG Rover, baseado na plataforma do Rover 25, que contava com versões equipadas com transmissão continuamente variável (Câmbio CVT).